# Дерти-Девил
Дерти-Девил (англ. Dirty Devil River) — река на юго-востоке штата Юта (США), правый приток реки Колорадо. Длина реки составляет 130 км.

## География

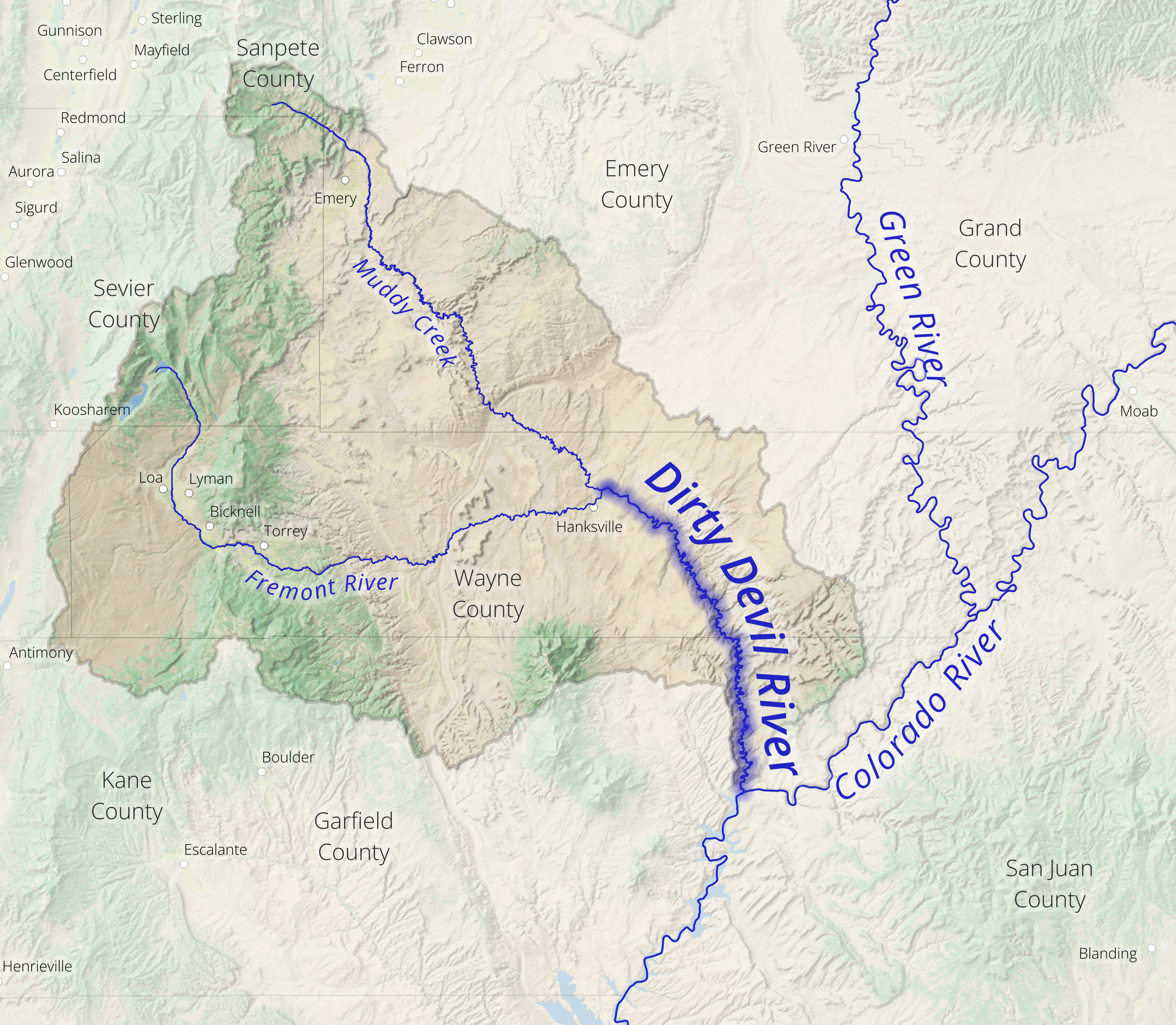
Бассейн реки Дерти-Девил

Река Дерти-Девил начинается вблизи города Ханксвилл, на высоте около 1300 м, при слиянии рек Фримонт и Мадди-Крик. После этого река течёт в юго-восточном направлении, протекая по округам Уэйн и Гарфилд. На высоте 1295 м в Дерти-Девил впадает правый приток Бивер-Уош. Река Дерти-Девил впадает в реку Колорадо вблизи исчезнувшего населённого пункта Хайт, немного ниже по течению от моста Хайт-Кроссинг, у северной оконечности водохранилища Пауэлл.
Площадь водосборного бассейна реки Дерти-Девил — 11 100 км². Помимо округов, по которым протекает река Дерти-Девил, её бассейн также охватывает округа Севир, Эмери и Санпит, по которым протекают её притоки Фримонт и Мадди-Крик.
Средний расход воды в реке Дерти-Девил вблизи Ханксвилла — 2,86 м³/c (по усреднённым данным 1949—1993 и 2002—2013 годов).

## История

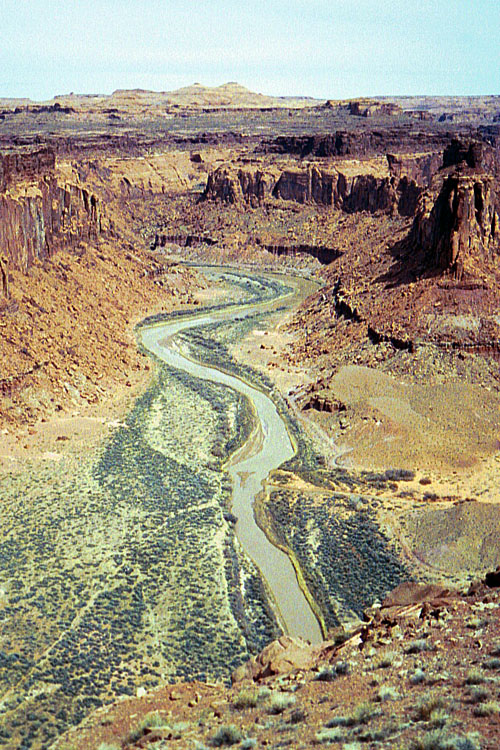
Река Дерти-Девил в районе каньона Туин-Коррал-Бокс

Место впадения Дерти-Девила в реку Колорадо было обнаружено 27 июля 1869 года экспедицией Джона Уэсли Пауэлла, проводившей картографические и научные исследования каньонов Колорадо и Грин-Ривера. Когда они находились у места впадения реки, один из членов экспедиции спросил другого: «Как она, Джек?» (англ. How is she, Jack?), на что тот ответил: «O, она — грязный дьявол!» (англ. Oh, she’s a dirty devil!). В результате за рекой закрепилось название Дерти-Девил, однако через некоторое время Пауэлл переименовал её во Фримонт (англ. Fremont River), в честь картографа, исследователя и политика Джона Чарльза Фримонта. Впоследствии было решено называть Фримонтом один из составляющих притоков, а река от места слияния Фримонта и Мадди-Крика сохранила название Дерти-Девил. Чтобы как-то «скомпенсировать» мрачное название Дерти-Девил, экспедиция Пауэлла дала имя Брайт-Анджел-Крик (с англ. — «ручей Светлого Ангела») другому притоку Колорадо, расположенному в районе Большого каньона.
В 1965 году около 50 000 акров (около 200 км²) территории, прилегающей к реке Дерти-Девил в её нижнем течении, были включены в состав национальной зоны отдыха Глен-Каньон.

## Мосты
3 июня 1966 года был открыт мост через реку Дерти-Девил, расположенный вблизи места её впадения в Колорадо. Этот мост был введён в эксплуатацию одновременно с двумя другими — мостом Хайт-Кроссинг через реку Колорадо и мостом через Уайт-Каньон. Эти мосты были построены в рамках строительства участка шоссе штата Юта UT 95, соединяющего города Бландинг и Ханксвилл.
В 1976 году был открыт мост через Дерти-Ривер, расположенный в 3 км севернее Ханксвилла, недалеко от места слияния Фримонта и Мадди-Крика. По этому мосту проходит шоссе штата Юта UT 24.